# Février 2008 en Afrique

## Kenya
Kenya : L’ancien secrétaire général des Nations unies Kofi Annan a réussi à réunir autour des négociations les partisans du président sortant Mwai Kibaki  et de l’opposant Raila Odinga., alors que les violences se réduisent dans le pays. 

## Tchad
Des rebelles, partis le 28 janvier du Soudan, ont tenté de renverser militairement le président Idriss Déby lors d’un  assaut dans la capitale Ndjamena les 2 et 3 février. Trois mouvements ont participé à la tentative de coup d’État : l’Union des forces pour la démocratie et le développement (UFDD) du général Mahamat Nouri, le Rassemblement des forces pour le changement fondé par Timane et Tom Erdimi, neveux du président Idriss Déby, et l’UFDD-Fondamentale dirigée par Abdelwahid Aboud Makaye. Après deux jours de combats dans la capitale, les forces armées ont réussi à prendre le dessus et les rebelles ont quitté Ndjamena pour faire route vers le sud-est.
La France a une nouvelle fois apportée son soutien logistique et politique au président Idriss Déby. Elle a proposé le 4 février au Conseil de sécurité des Nations unies une déclaration qui a été adoptée, permettant une intervention militaire directe. Laurent Teisseire, porte-parole du ministère de la Défense, a indiqué le 14 février que l’armée française avait «acheminé des munitions destinées aux forces tchadiennes ». Les rebelles tchadiens, qui accuse la France de soutenir « le régime dictatorial de Déby », ont appelé le 11 février les pays européens a ne pas participé à la mission de l’Eufor, mission de l’Union européenne qui se déploie à la frontière tchado-soudanaise.
Le président tanzanien Jakaya Kikwete qui préside l’Union africaine a annoncé que l’organisation panafricaine ne reconnaîtrait pas les rebelles s’ils arrivaient à prendre le pouvoir.
Le régime a profité de cette tentative de coup d’État pour arrêter le 3 février des opposants politiques : l’ancien chef d’État Lol Mahamat Choua, Ngarlejy Yorongar, Ibni Oumar Mahamat Saleh et Wadel Abdelkader Kamougué. Selon Amnesty International, des militants des droits de l’homme ont dû fuir le pays. Le président tchadien a dans un premier temps niait toute implication de la police tchadienne qui a pourtant « retrouver vivant » l’ancien président dans une prison militaire. La Fédération internationale des droits de l'homme tout comme les ministres des affaires étrangères des pays de l’Union européenne ont exigé la libération des opposants. Le 21 février, Ahmad Allam-Mi, ministre tchadien des affaires étrangères, a déclaré que le gouvernement considéré Lol Mahamat Choua comme un prisonnier de guerre, lui reprochant d’avoir été en contact avec des rebelles.
Le président tchadien a décrété l'état d'urgence sur tout le territoire à compter du 15 février, instaurant un couvre-feu entre minuit et 6 heures, autorisant les perquisitions à domicile et le contrôle de la presse publique et privée.

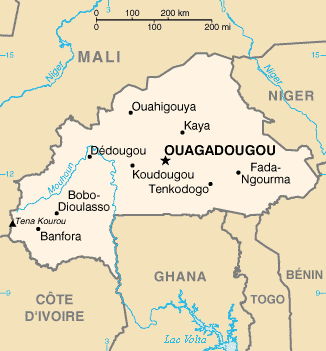
Carte du Burkina Faso

## Burkina Faso
Pour protester contre l’augmentation des prix des denrées de premières nécessités, des manifestations ont été organisées dans plusieurs villes du pays,  Bobo-Dioulasso, Banfora et Ouahigouya le 20 février. Les manifestations à Bobo-Dioulasso, deuxième ville du pays, ont dégénéré en violence et vandalisme : destruction de voies publiques, saccages de stations services. Plusieurs manifestants et des agents des forces de l’ordre ont été blessés. La police a procédé à l’arrestation de plus d’une centaine de personnes.

## Mozambique
Le 5 février, des manifestations à Maputo contre la hausse de 25 % des tarifs des transports publics ont été réprimées par la police. Un bilan officiel fait état de trois morts et 70 blessés.

## Zimbabwe
L’ancien ministre des Finances Simba Makoni a annoncé le 5 février sa candidature à l’élection présidentielle.